# 면역학적 기억

면역반응이 나타나는 그래프. 면역학적 기억이 형성되며, 같은 병원체에 다시 감염되었을 때는 항체 생산과 작동 T세포 활성이 급격히 상승한다. 2차 감염은 경증이거나 때때로 증상을 보이지 않기도 한다.

면역학적 기억은 항원이 침입하였을 때 그것이 어떤 항원인지 재빨리 확인하고 대응할 수 있도록 대비하는 면역계의 능력이다. 일반적으로 이전에 경험한 적이 있는 같은 항원이 침입하였을 때 작동하는 후천 면역 반응으로 T 세포와 B 세포가 주로 관여한다. 항원에 대항하여 항체를 형성하는 T 세포와 B 세포의 일부는 항원이 사라진 뒤에도 여전히 항체를 보유하는 기억 세포로 남았다가 같은 항원을 만나면 그에 대한 정보를 전달하여 면역계가 재빨리 항체를 대량으로 만들어 낼 수 있도록 돕는다. 백신을 사용하는 예방 접종은 이러한 면역학적 기억 효과를 이용한 것이다.
항원에 대항하는 면역 반응을 거친 후 면역계는 면역학적 기억을 획득하게 된다. 따라서 면역학적 기억은 각각의 항원마다 개별적으로 작동한다. 지금까지 접한 적이 없는 새로운 항원에 대해서는 작동하지 않기 때문에 처음으로 유행하는 위험한 감염병에 대해서는 효과가 없다. 후천 면역 체계에 속하는 면역학적 기억은 특히 B 세포의 역할이 중요하다. 항원과 접촉하여 항체를 만든 B 세포 가운데 일부는 형질 세포로 변환되고 형질세포는 다시 기억 세포로 분화하여 오랫동안 체내에 살아남는다. 이렇게 체내에 남아있던 기억 세포는 같은 항원이 침입하였을 때 이에 대해 반응하는 T 세포가 작동 세포의 역할을 하여 주조직 적합성 복합체 II형 펩타이드를 형성하고 항원을 제시하게 된다. 기억 세포가 항원을 제시하면 다른 면역 세포들이 이를 이용하여 대량의 항체를 형성하게 된다. 한편 이 과정에서 만들어지는 항체도 항원이 사라진 뒤로 일정 기간 동안 계속 몸 속에 남아 다시 침입해 오는 항원에 대응하는 면역 기억으로 작용한다. 이러한 체액 면역 역시 감염병에 대응하는 중요한 면역 시스템이다. 거기에 더해 이렇게 남아 있는 항체는 T 세포와 B 세포의 면역학적 기억을 강화하는 역할도 담당한다. 기억 세포가 체내에 남아 있는 기간은 몇 년에서 평생까지로 다른 세포의 생존 주기에 비해 매우 길다.

## 기억 세포
면역 반응에서 B 세포는 대량으로 항체를 만들어 내는 형질 세포로 변환된다. 항원이 사라지고 난 뒤에도 형질 세포 가운데 일부는 기억 세포가 되어 체내에 계속 남아 있게 된다. B 세포는 원래 골수에서 만들어지는 조혈모세포에서 분화된 것이지만, B 세포가 분화된 기억 세포는 자가 분열하여 성숙한 상태의 복제체를 만든다. 이 때문에 다른 세포의 생성과 달리 매우 빠르게 수를 늘릴 수 있고 그 결과 감염원에 재빨리 대응할 수 있다. 복제된 기억 세포는 다시 형질 세포 역할을 하여 면역글로불린 G와 같은 항체를 대량으로 만들어내게 된다. 면역 반응에서 기억 세포가 가장 많은 역할을 하는 것은 감염이 일어난 초기 2주 동안이다. 그 뒤로 넘어가면 기억 세포에 의해 활성화 된 림프계의 배중심이 골수에서 만들어진 일반적인 B 세포가 항원에 대응하도록 한다. 이렇게 감염에 대응하고 나면 다시 이들 가운데 일부가 기억 세포의 형태로 체내에 남게 된다.

## 기억 T 세포
B 세포에서 유래한 기억 세포가 면역학적 기억의 중요한 부분을 담당하지만, T 세포 역시 일부가 남아 기억 T 세포로서 작용한다. 이렇게 남는 T 세포는 세포독성 T 세포와 보조 T 세포 모두 해당된다. 항원이 사라지고 면역 반응이 끝난 뒤에 약 1% 정도가 기억 T 세포로 남아있게 된다. 기억 T 세포는 보통의 T 세포에 비해 분열 속도가 매우 빨라 다시 침입해온 감염원에 재빠르게 대응할 수 있다.

## 같이 보기
- 면역
- 면역계